# Jordan ved OL
Jordan deltog første gang i olympiske lege under Sommer-OL 1980 i Moskva, og har siden deltaget i samtlige efterfølgende sommerlege. De har aldrig deltaget i vinterlege. Ahmad Abughaush vandt Jordans første medalje i 2016 i Rio de Janeiro.

## Medaljeoversigt
| Jordans medaljer under de olympiske sommerlege | Jordans medaljer under de olympiske sommerlege | Jordans medaljer under de olympiske sommerlege | Jordans medaljer under de olympiske sommerlege | Jordans medaljer under de olympiske sommerlege | Jordans medaljer under de olympiske sommerlege |
| ---------------------------------------------- | ---------------------------------------------- | ---------------------------------------------- | ---------------------------------------------- | ---------------------------------------------- | ---------------------------------------------- |
| Lege                                           | Guld                                           | Sølv                                           | Bronze                                         | Totalt                                         | Rang                                           |
| 1980 Moskva                                    | 0                                              | 0                                              | 0                                              | 0                                              | –                                              |
| 1984 Los Angeles                               | 0                                              | 0                                              | 0                                              | 0                                              | –                                              |
| 1988 Seoul                                     | 0                                              | 0                                              | 0                                              | 0                                              | –                                              |
| 1992 Barcelona                                 | 0                                              | 0                                              | 0                                              | 0                                              | –                                              |
| 1996 Atlanta                                   | 0                                              | 0                                              | 0                                              | 0                                              | –                                              |
| 2000 Sydney                                    | 0                                              | 0                                              | 0                                              | 0                                              | –                                              |
| 2004 Athen                                     | 0                                              | 0                                              | 0                                              | 0                                              | –                                              |
| 2008 Beijing                                   | 0                                              | 0                                              | 0                                              | 0                                              | –                                              |
| 2012 London                                    | 0                                              | 0                                              | 0                                              | 0                                              | –                                              |
| 2016 Rio de Janeiro                            | 1                                              | 0                                              | 0                                              | 1                                              | –                                              |
| 2020 Tokyo                                     |                                                |                                                |                                                |                                                | –                                              |
| Totalt                                         | 1                                              | 0                                              | 0                                              | 1                                              |                                                |